# Nordica (compagnie aérienne)
Pour les articles homonymes, voir Nordica.
Nordica est le nom commercial depuis le 30 mars 2016 de Nordic Aviation Group (NAG), une compagnie aérienne gouvernementale estonienne qui, à partir du 9 novembre 2015, reprend huit destinations de Estonian Air, compagnie qui a fait faillite et cessé ses opérations la veille. Son président est Jan Palmer. Cette compagnie n'est pas un successeur légal d'Estonian Air. Cette compagnie ne possédait pas encore de flotte ou de personnel en propre et ses vols étaient effectués par des avions et du personnel d'autres compagnies, notamment NextJet, bmi et Carpatair. Un avion avec un équipage estonien est prévu début 2016. C'est Adria Airways qui lui fournit le certificat de transporteur aérien et le système de billetterie. Adria fournit également le code AITA, JP. Les avions affrétés sont des Embraer 145, des Fokker 100 et des British Aerospace ATP.

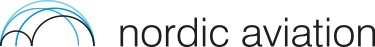
Logo de Nordic Aviation

## Flotte

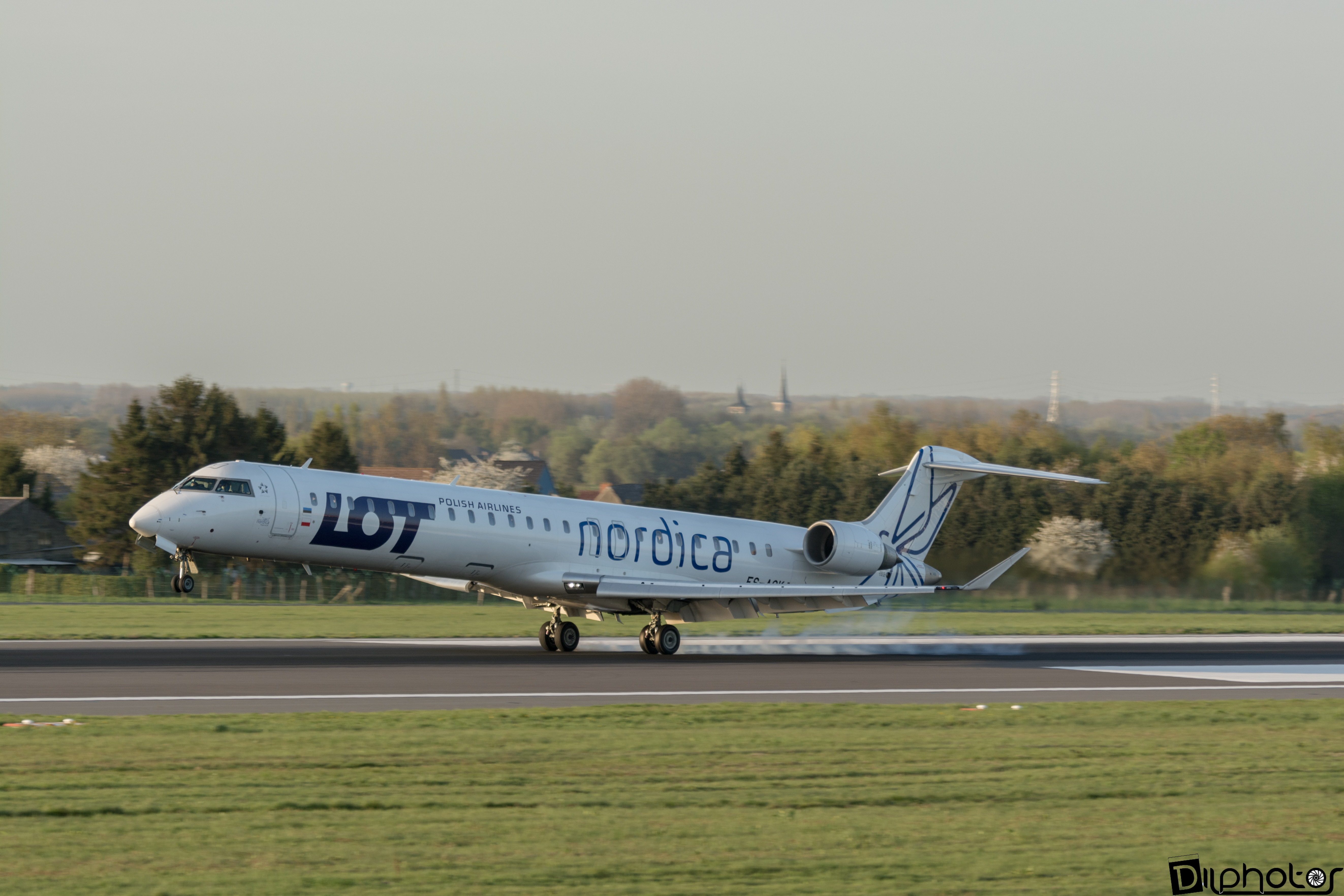
CRJ-900 Nordica à l'atterrissage à l'aéroport de Bruxelles-National.

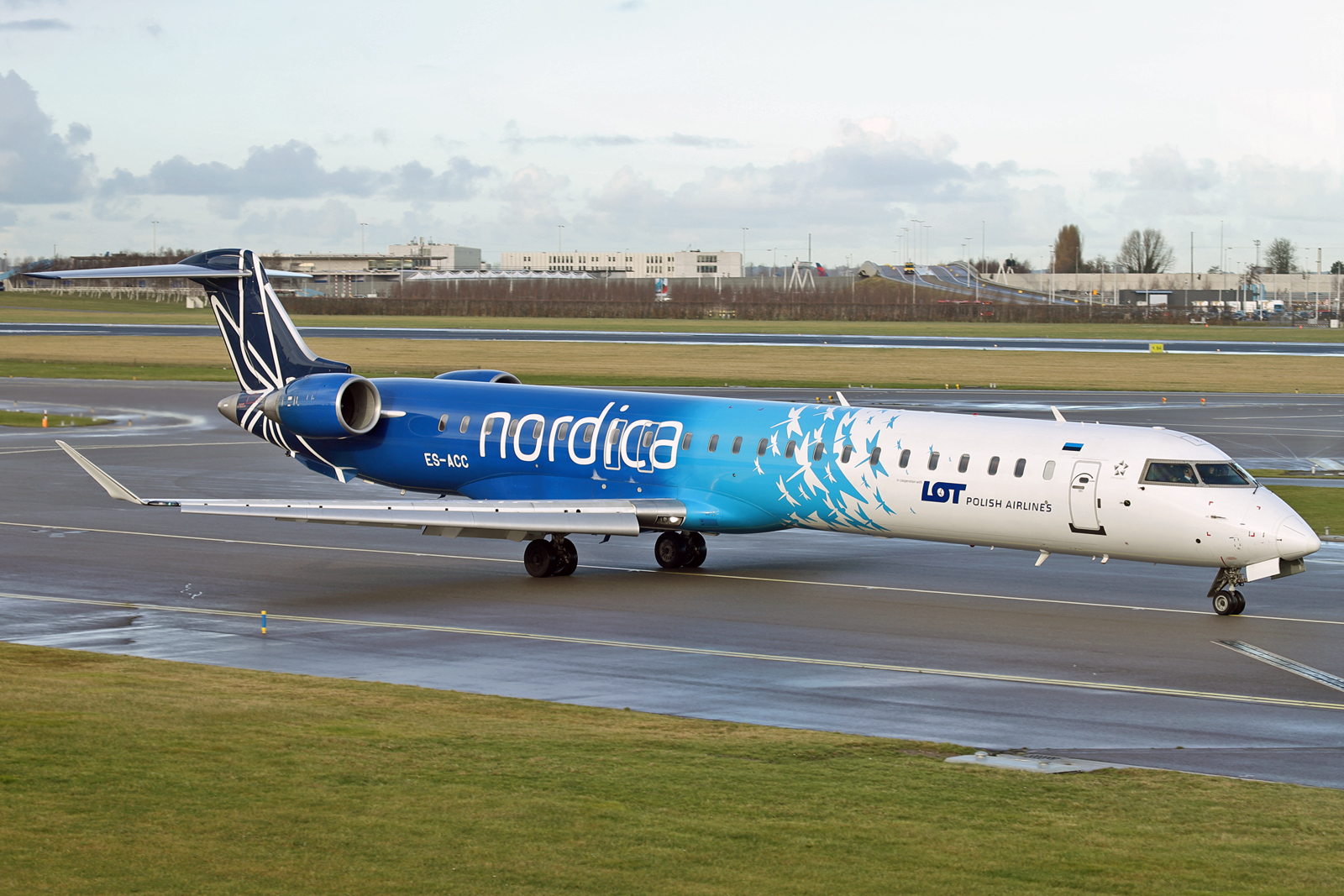
ES-ACC, Canadair CRJ-900 à Amsterdam

En janvier 2023, la flotte de Nordica se compose des appareils suivants, :
| Avion             | En service | Commandes | Passagers | Passagers | Passagers | Notes          |  |
| Avion             | En service | Commandes | P         | Y         | Total     | Notes          |  |
| ----------------- | ---------- | --------- | --------- | --------- | --------- | -------------- |  |
| ATR 72-600        | 7          | —         | —         | 70        | 70        | Opéré pour SAS |  |
| Bombardier CRJ900 | 9          | —         | —         | 88        | 88        | Opéré pour SAS |  |
| Airbus A320-200   | 1          | —         | —         | 180       | 180       |                |  |
| Airbus A320neo    | 3          |           |           |           |           |                |  |
| Total             | 20         | —         |           |           |           |                |  |

## Destinations
Les aéroports suivants font partie des destinations directes à partir de l'aéroport international de Tallinn :
- Amsterdam Schiphol,
- Bruxelles
- Kiev Boryspil
- Copenhague
- Munich
- Oslo
- Paris- Charles-de-Gaulle
- Stockholm Arlanda
- Trondheim
- Vilnius

Nice et Split sont desservies depuis l'été 2016.

## Partage de codes
- Croatia Airlines
- LOT Polish Airlines
- Lufthansa
- TAP Air Portugal
- Turkish Airlines